# Уррутия Льео, Мануэль
Мануэль Уррутия Льео (исп. Manuel Urrutia Lleó; 8 декабря 1908, Ягуахай, Куба — 5 июля 1981, Нью-Йорк, США) — кубинский юрист и политик.

## Биография
Родился в кубинской провинции Лас-Вильяс 8 декабря 1908 года. Участвовал в борьбе против диктатуры Херардо Мачадо и Фульхенсио Батисты.
В марте 1957 года председательствовал на судебном процессе против членов Движения 26 июля и посчитал, что они действовали в рамках своих прав. Через год он посетил Соединённые Штаты Америки, где успешно лоббировал прекращение поставок оружия Батисте.
После падения режима Батисты был назначен президентом Кубы, но через полгода был смещён за реакционную деятельность и заменён на Освальдо Дортикоса.
Мануэль Уррутия попросил убежища в посольстве Венесуэлы, а затем отправился в изгнание в США. Проживал в Нью-Йорке, где умер в 1981 году.